# Broktörel
Broktörel (Euphorbia marginata) är en törelväxtart som beskrevs av Frederick Traugott Pursh. Enligt Catalogue of Life ingår Broktörel i släktet törlar och familjen törelväxter, men enligt Dyntaxa är tillhörigheten istället släktet törlar och familjen törelväxter. Arten förekommer tillfälligt i Sverige, men reproducerar sig inte. Inga underarter finns listade i Catalogue of Life.

## Bildgalleri

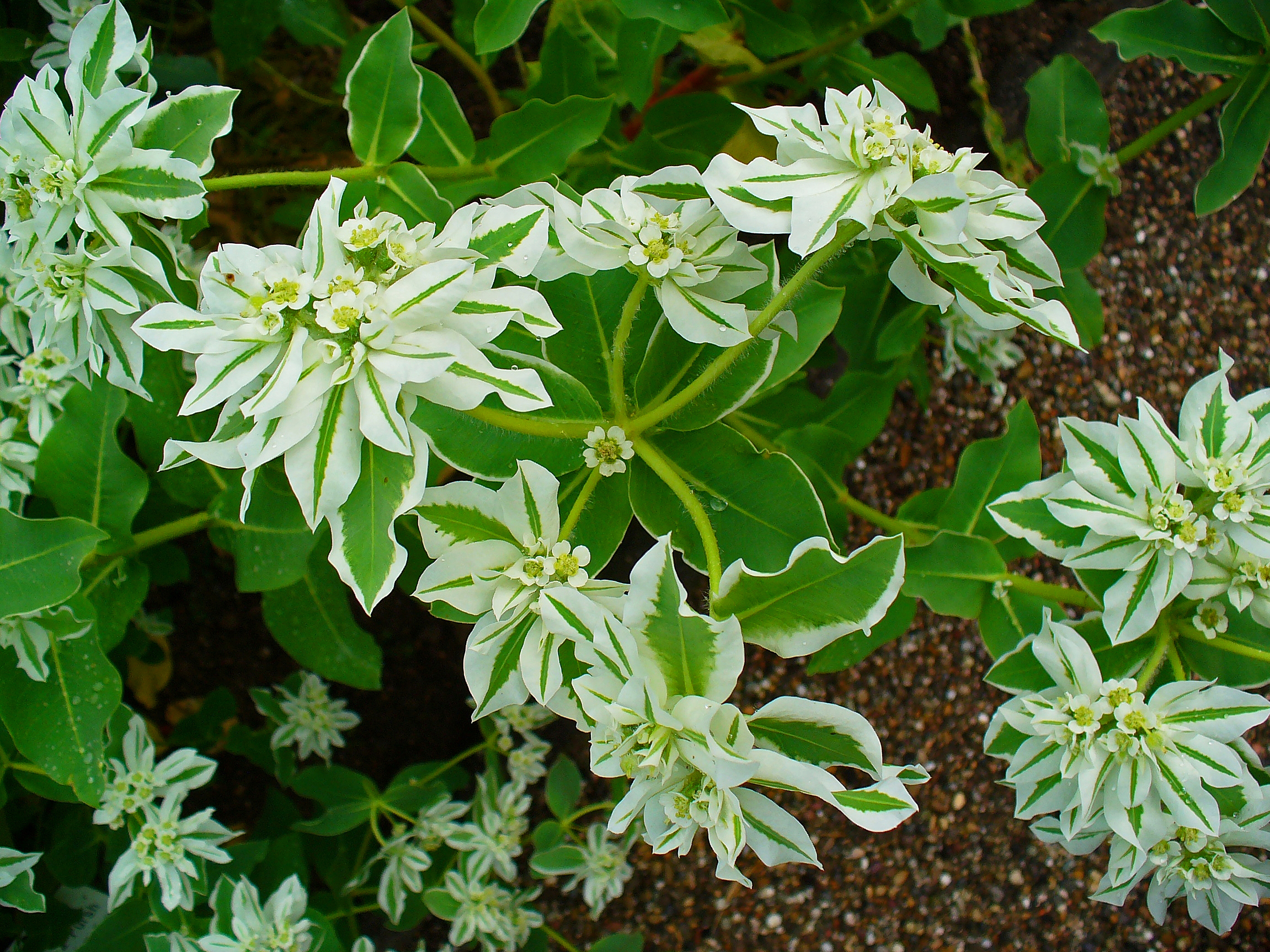